# Ганешти (Арђеш)
Ганешти (рум. Gănești) насеље је у Румунији у округу Арђеш у општини Пиетрошани. Oпштина се налази на надморској висини од 420 m.

## Становништво
Према подацима из 2002. године у насељу је живело 712 становника, од којих су сви румунске националности.